# Бутримовичі
Бутримовичі гербу Топор (біл. Бутрымовічы) — литовський шляхетський рід.

## Походження
Нащадки литовського боярина Яна Бутрима, сина Бутрима Совича, який в 1413 р. під час Городельської унії був хрещений в католицькій вірі з нобілітацією та прийняттям під власний герб Топор польським шляхтичем Мацеєм з Вонсоші.
Власники Жирмун в Лідському повіті. В XVIII ст. перебрались в Пінський повіт, де володіли Лопатином.

## Представники роду
- Адріян (Бутримович) (1750—1819) — архієрей Руської унійної церкви.
- Мацей Бутримович (1745—1814) — підстароста і мечник Пінського повіту, учасник Чотирирічного сейму.